# Orsino Orsini (1473-1500)

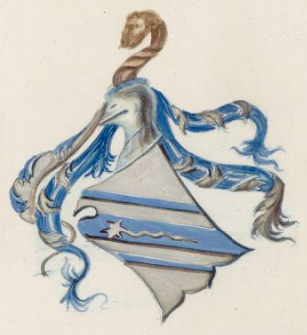
Stemma della famiglia Migliorati.

Orsino Orsini Migliorati (1473 – Bassanello, 31 luglio 1500) è stato un nobile e sindaco italiano e marito di Giulia Farnese "la Bella", l'amante di papa Alessandro VI.

## Famiglia
Figlio unico di Ludovico Orsini Migliorati (1425-1489), signore di Bassanello, e di Adriana de Mila (n. 1434), Orsino era parente di Alessandro VI attraverso sua madre, che era cugina del papa. Adriana era rimasta vedova in tenera età e aveva cercato la "protezione" di suo cugino, il cardinale Rodrigo Borgia, al fine di amministrare efficacemente le vaste proprietà del suo defunto marito e salvaguardare la notevole eredità di suo figlio. In cambio di questa "protezione", Adriana fu amica e confidente di Rodrigo e fu persino incaricata della custodia della figlia illegittima Lucrezia Borgia.

## Matrimonio e vita da adulto

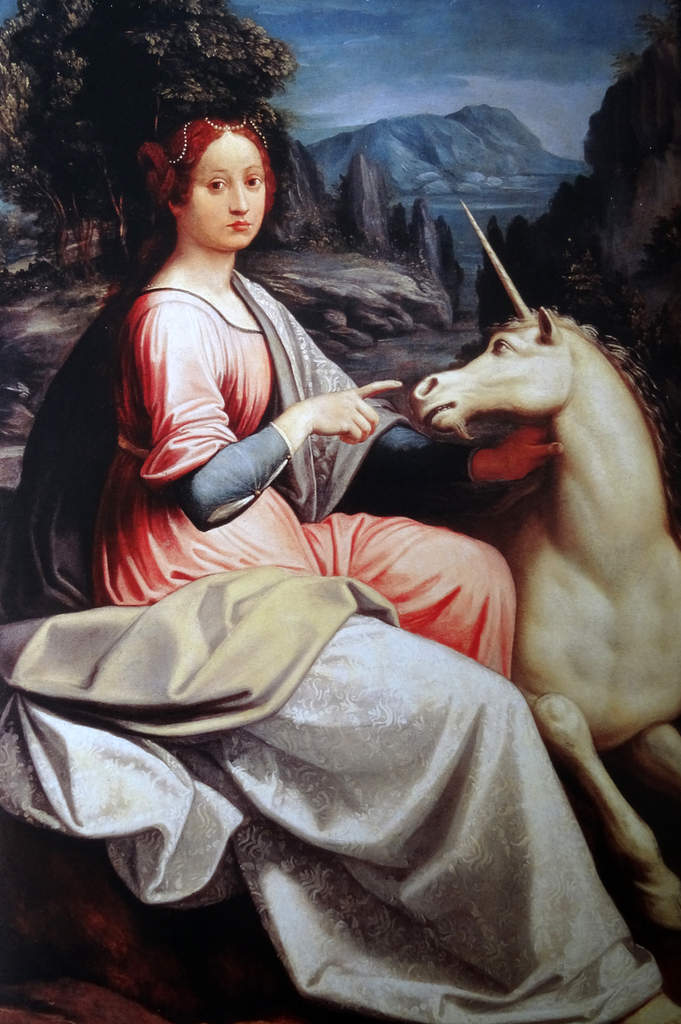
La dama e l'unicorno di Luca Longhi. Probabile ritratto di Giulia Farnese.

All'età di 16 anni, Orsino sposò la quindicenne Giulia Farnese, figlia di Pier Luigi Farnese e della moglie Giovanna Caetani. Giulia era anche la sorella del futuro papa Paolo III (nato Alessandro Farnese). 
Mentre Orsino è stato descritto in modo piuttosto denigratorio come "strabico", "imbarazzante" e "autocosciente", Giulia era una bellissima giovane donna che portava il soprannome di "la Bella". Poco dopo questo matrimonio, intorno al 1491, Giulia conobbe Rodrigo Borgia, durante una delle sue visite a Monte Giordano per vedere sua figlia, Lucrezia. Quando il cardinale espresse il desiderio di portare sua nuora come amante, Adriana diede immediatamente il suo permesso e le sue benedizioni all'affare. In cambio del rispetto forzato dell'adulterio di sua moglie con Rodrigo, Orsino ottenne la carica di sindaco della città di Carbognano.
Rodrigo Borgia salì al trono papale nell'agosto del 1492 come Alessandro VI, lo stesso anno in cui Giulia partorì una figlia, Laura, la cui paternità è ancora oggi controversa, sebbene Giulia dichiarasse fosse figlia proprio del Borgia. Preoccupato che scoppiasse uno scandalo, Alessandro VI non riconobbe la paternità, che fu invece attribuita e accettata da Orsino. 
Orsino morì nel 1500, a 27 anni, per cause sconosciute. Intorno al momento della sua morte, Giulia e il papa si erano leggermente allontanati, ma sua madre, Adriana, alla fine mediò una separazione pacifica dei due. La stessa Adriana continuò a rimanere in contatto con il papa come suo amico e confidente, anche accompagnando Lucrezia nel suo viaggio verso il matrimonio di Alfonso I d'Este. Adriana morì nel 1509 circa e il controllo di Carbognano passò alla nuora, Giulia. 
La vasta fortuna della famiglia Orsini fu infine ereditata da Laura Orsini, e poi dai figli di lei, Giulio e Lavinia

## Ascendenza
|                                                   |                          |                        | Genitori                       |  |  | Nonni                                     |  |  | Bisnonni           |  |
|                                                   |                          |                        |                                |  |  | Gentile Migliorati, Signore di Bassanello |  |  | Antonio Migliorati |  |
|                                                   |                          |                        |                                |  |  | Gentile Migliorati, Signore di Bassanello |  |  | Antonio Migliorati |  |
|                                                   |                          | Antonella N.           |                                |  |  | Gentile Migliorati, Signore di Bassanello |  |  |                    |  |
| Ludovico Orsini Migliorati, Signore di Bassanello |                          |                        |                                |  |  | Gentile Migliorati, Signore di Bassanello |  |  |                    |  |
|                                                   |                          | Elena Orsini           | Carlo Orsini                   |  |  |                                           |  |  |                    |  |
|                                                   |                          | Elena Orsini           | Carlo Orsini                   |  |  |                                           |  |  |                    |  |
|                                                   |                          | Elena Orsini           | Paola Orsini                   |  |  |                                           |  |  |                    |  |
| Orsino Orsini Migliorati                          |                          | Elena Orsini           |                                |  |  |                                           |  |  |                    |  |
|                                                   | Juan de Mila y Centelles | Juan de Mila           |                                |  |  |                                           |  |  |                    |  |
|                                                   | Juan de Mila y Centelles | Juan de Mila           |                                |  |  |                                           |  |  |                    |  |
|                                                   | Juan de Mila y Centelles | Geraldona de Centelles |                                |  |  |                                           |  |  |                    |  |
| Adriana de Mila                                   | Juan de Mila y Centelles |                        |                                |  |  |                                           |  |  |                    |  |
|                                                   |                          | Catalina de Borja      | Juan Domingo de Borja y Doncel |  |  |                                           |  |  |                    |  |
|                                                   |                          | Catalina de Borja      | Juan Domingo de Borja y Doncel |  |  |                                           |  |  |                    |  |
|                                                   |                          | Catalina de Borja      | Francina Llançol               |  |  |                                           |  |  |                    |  |
|                                                   |                          | Catalina de Borja      |                                |  |  |                                           |  |  |                    |  |

## Fonti
- (EN)  Bellonci, Maria, The Life and Times of Lucrezia Borgia.
- (EN)  Williams, George. L., Papal Genealogy: The Families and Descendants of the Popes.
- Pompeo Litta, Famiglie celebri di Italia. Migliorati di Sulmona, Torino, 1880.